# شهرستان
شهرستان ( الدارية الفارسية: شهرستان) هي إحدى مقاطعات ولاية دايكندي، أفغانستان تأسست في عام 2004.